# Heinz von Boettinger

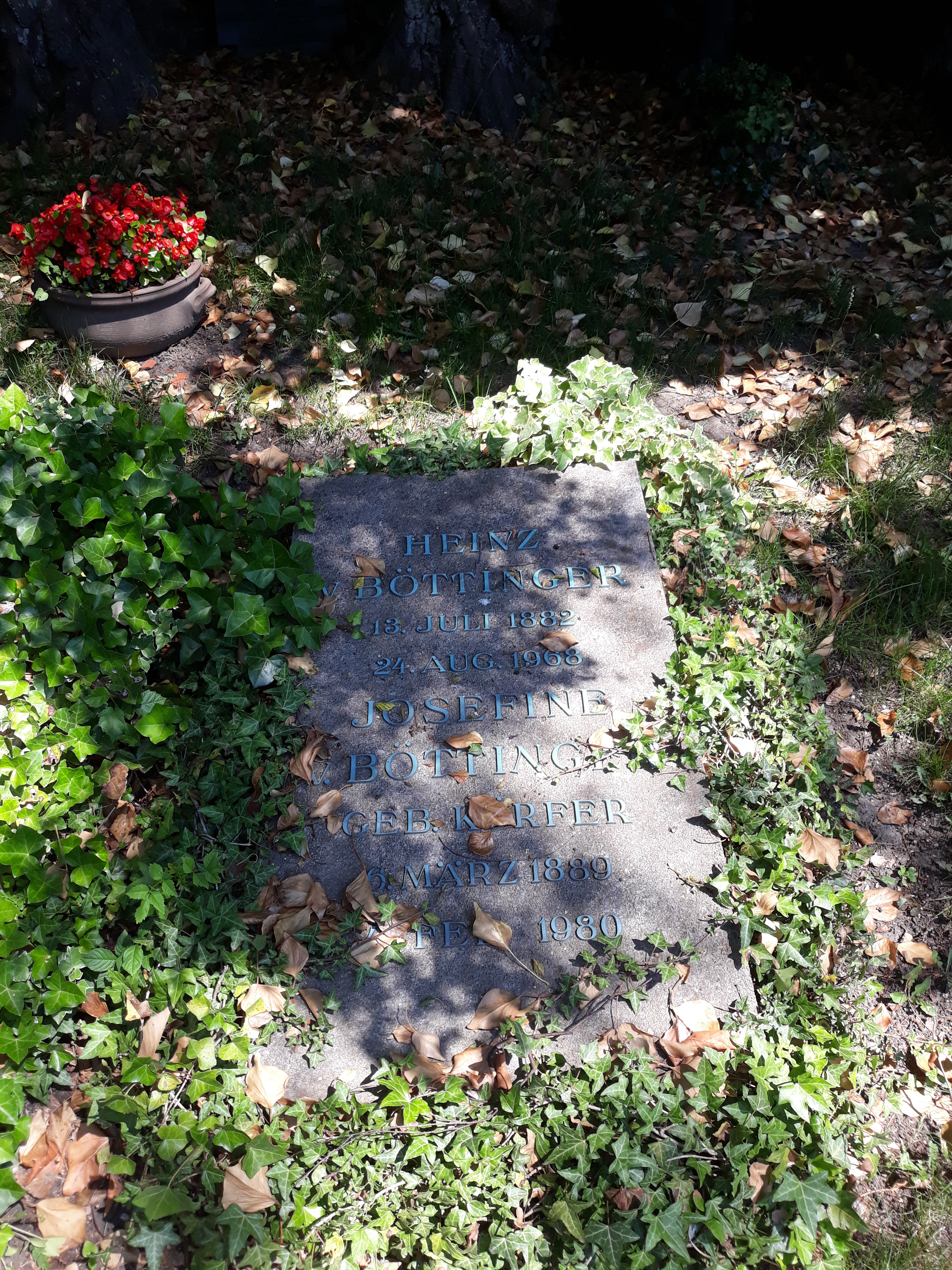
Grab von Heinz von Böttinger auf dem Lutherischen Friedhof Hochstraße (Wuppertal)

Heinz Böttinger, ab 1907 durch die Nobilitierung seines Vaters Heinz von Böttinger, (* 13. Juli 1882 als Henry Karl Joseph Böttinger in Würzburg; † 24. August 1968 in Lugano, Schweiz) war ein deutscher Diplomat und Bankier.

## Leben
Heinz Böttinger wurde als zweiter Sohn von Henry Theodore Böttinger (1848–1920) und dessen Ehefrau Adele, geborene Bayer (1856–1925), in Würzburg geboren. Kurz danach übersiedelte die Familie nach Wuppertal. Er besuchte das Gymnasium in Elberfeld und legte dort Mitte Februar 1901 das Abitur ab. Darauf schloss sich ein Studium der Nationalökonomie, Rechtswissenschaften und Chemie an den Universitäten München und Berlin an, das er 1907 beendete. Das Referendarexamen legte von Böttinger Ende März 1907 ab und promovierte im Mai des gleichen Jahres zum Dr. jur. Anschließend war er im preußischen Justizdienst. Von Oktober 1907 bis Ende 1909 absolvierte er seinen Militärdienst. Ab Februar 1910 wechselte er vom Justizdienst in den Bankenbereich und wurde Volontär beim 1909 durch Eduard von der Heydt gegründeten Bankhaus E. von der Heydt & Co. in London. Heydt war ein Freund der Familie. Im Jahr 1910 trat sein Bruder Waldemar erst als Prokurist und später als Partner in das Bankhaus ein.
Bereits Mitte Dezember 1910 erfolgte die Einberufung Heinz von Böttingers in den Auswärtigen Dienst und im Februar 1911 führte ihn sein erster Auslandseinsatz als Attaché an die deutsche Gesandtschaft in Buenos Aires. Von hier wechselte er im Sommer des gleichen Jahres an das deutsche Generalkonsulat nach New York, wo er Mitte Januar 1912 seinen Dienst antrat. Bereits  im Oktober trat er seinen Dienst an der deutschen Botschaft in London an. Von hier wurde er dann zum 17. Dezember 1912 zur kommissarischen Beschäftigung ans Auswärtige Amt nach Berlin in der Abteilung IA (Politik) geholt.
Mit Beginn des Ersten Weltkrieges wurde er für die Militärdienst mobilisiert und erhielt die Zuweisung zu einem Regiment in Düsseldorf. Durch den Einfluss seines Vaters erhielt er aber Ende August 1914 einen Einsatz im Stellvertretenden Generalstab in Berlin und nicht an der Front. Von hier wurde er im November 1914 zum Stab des Chefs des Generalstabs des Feldheeres kommandiert. In der Armee erreichte er den Dienstgrad eines Rittmeisters. Ende 1914 wurde er zum Legationssekretär ernannt. Ende April 1916 erfolgte seine Kommandierung als Nachrichtenoffizier zum Militärbevollmächtigten nach Konstantinopel. Ab Mitte Juni 1918 begleitete er eine deutsche Delegation unter der Leitung von Friedrich-Werner Graf von der Schulenburg in den Kaukasus. Nach der Ankunft in Tiflis verblieb er dort bis Oktober 1918.
Anfang 1919 wechselte er in das Auswärtigen Amt in die Politische Abteilung der Geschäftsstelle für die Friedensverhandlungen. Zum Jahresende wurde er kurzzeitig in die Außenhandelsstelle versetzt, bevor er ab Januar 1920 der Ländergruppe VIII (Österreich) zugeordnet wurde. Später folgte seine Tätigkeit in der Abteilung IV (Osteuropa), Referat Polen. Mitte Dezember 1922 wurde er aus dem Reichsdienst entlassen.
Bereits Anfang Dezember 1922 war Heinz von Böttinger persönlich haftender Gesellschafter des privaten Bankhauses F. W. Krause & Co. in Berlin geworden, welches unter seiner Führung im Zuge der Weltwirtschaftskrise 1930 bankrottging. In den Folgejahren wurde er zusätzlich Aufsichtsratsmitglied des Bankhauses E. von der Heydt & Co. in Berlin und der Centralbank der Deutschen Industrie.
Heinz von Boettinger war u. a. Mitglied des Deutschen Herrenclubs und seit 1923 Mitglied der Kaiser-Wilhelm-Gesellschaft zur Förderung der Wissenschaften. Im Aufnahmejahr verschenkte er gemeinsam mit seinem jüngeren Bruder Waldemar ein Grundstück, welches das Kaiser-Wilhelm-Institut für Strömungsforschung um 10.530 m² erweiterte. Anfang Januar 1931 trat er aufgrund der finanziellen Krise aus der Kaiser-Wilhelm-Gesellschaft aus.
Er erbte 1920 gemeinsam mit seinem Bruder Waldemar das Herrenhaus Arensdorf, dessen Gut damals 1.751 ha beinhaltete. Heinz von Böttinger heiratete 1935, erst weit nach dem Tod seines Vaters, die der Ansicht seines Vaters nach nicht standesgemäße Josefine Körfer (1889–1980). Diese Beziehung hatte ihn früher fast zur Enterbung geführt. 
Der 1914 in London geborene Neffe Henry (Heinz-) Hermann von Böttinger war als Gutserbe vorbestimmt, wurde Landwirt und Offizier, fiel im Krieg 1944 in der Normandie. Er war mit Sabine von Putbus (1919–2009) verheiratet, Tochter der Mira von Ploetz und des Malte zu Putbus. Auch dessen Bruder Botho von Boettinger starb als Oberleutnant, bereits 1940. Der eigentliche Gutsbesitzer war zuletzt deren Vater, sein Bruder Waldemar von Boettinger, geboren 1886. Er wurde ebenso Kriegsopfer, am 17. März 1945 unweit von Arensdorf.
Heinz von Böttinger starb am 24. August 1968 in Lugano.